# Wolfgang Uhlmann
Wolfgang Uhlmann   (Dresden, 29 de març de 1935 - Dresden, 24 d'agost de 2020) fou un jugador d'escacs alemany, que tenia el títol de Gran Mestre des de 1959.
A la llista d'Elo de la FIDE de setembre de 2011, hi tenia un Elo de 2379 punts, cosa que en feia el jugador número 223 (en actiu) d'Alemanya, i el 83è millor jugador al rànquing mundial. El seu màxim Elo (en els darrers 20 anys) va ser de 2510 punts, a la llista de gener de 2001 (posició 189 al rànquing mundial).
|  |

## Resultats destacats en competició
El seu pare li va ensenyar a jugar als onze anys a casa seva a Dresden, i va progressar ràpidament, fins que va proclamar-se Campió d'alemanya per edats el 1951. El 1956 obtingué el títol de Mestre Internacional i el 1959, el de Gran Mestre.
Es va erigir ràpidament com el jugador dominant als escacs de la RDA, i va guanyar el Campionat de la República Democràtica Alemanya onze cops en el període 1954 a 1986. Fou també el més important jugador de la RDA a les Olimpíades d'escacs entre 1956 i 1990, amb onze participacions, gairebé sempre al primer tauler. A l'Olimpíada de Tel-Aviv de 1964, hi va puntuar un 83.3 per cent, guanyant així la medalla d'or individual al primer tauler. També va guanyar una medalla de bronze individual a l'Olimpíada de l'Havana de 1966.
El seu intent més promisori d'accedir a la classificació pel Campionat del món fou a l'Interzonal de Palma de 1970, on hi empatà al 5è-6è llocs i arribà als Matxs de candidats, celebrats l'any següent. Desafortunadament, el seu matx de quarts de final contra Bent Larsen a Las Palmas va ser decebedor - en Larsen guanyà 5½-3½ - i Uhlmann no va assolir mai més arribar tan lluny al cicle pel Campionat.

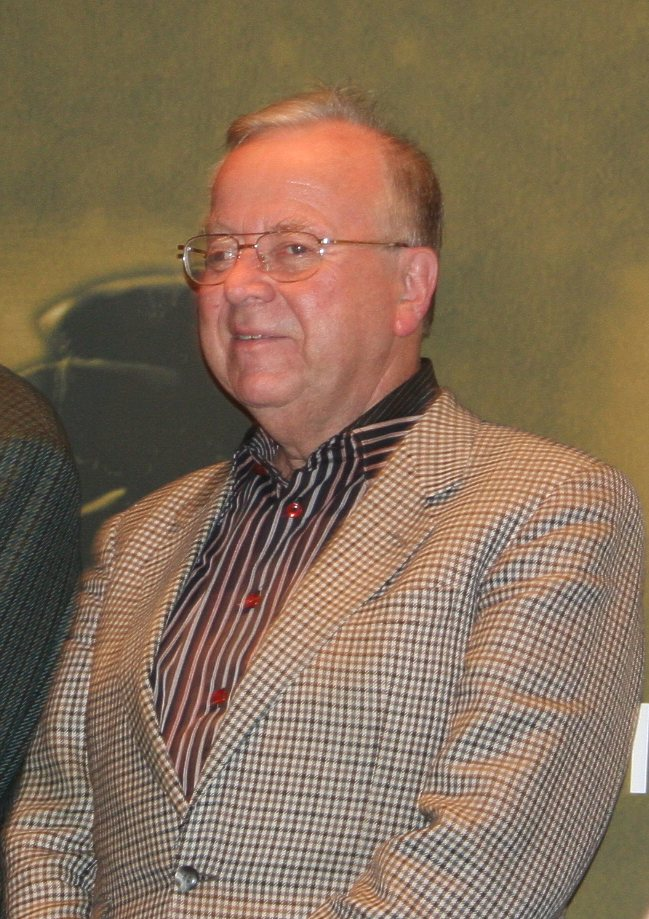
Wolfgang Uhlmann, el 2005

Va ser durant la dècada dels 1960 que va deixar una impressió duradora en els torneigs internacionals. Obtingué la victòria (ex aequo amb Polugaevski) a Sarajevo 1964, empatà al primer lloc (amb Smislov) a l'Havana 1964, empatà al primer lloc (amb Ivkov) a Zagreb 1965 (per davant del Campió del món Petrossian), empatà al primer lloc (amb Spasski) a Hastings 1965/66, empatà al primer lloc (amb Bronstein) a Szombathely 1966, empatà al primer lloc (amb Liberzon) a Zinnowitz 1967 i empatà al primer lloc (amb en Bronstein) al 'Memorial Lasker' de Berlin 1968. A Raach el 1969, un torneig Zonal, hi guanyà amb dos clars punts d'avantatge.
En els 1970 i 1980, assolí també alguns èxits. Empatà al primer lloc (amb en Bronstein i en Hort) a Hastings 1975/76, fou segon (rere Kàrpov) a Skopje 1976, fou primer a Vrbas 1977, empatà al primer lloc (amb en Farago i en Knaak) a Halle 1978 i guanyà en solitari a Halle 1981.
Uhlmann conegut com un dels millors experts mundials en la defensa francesa, i n'ha refinat i millorat moltes de les variants; igualment, ha escrit diversos llibres sobre aquesta obertura. És un dels pocs Grans Mestres que ha utilitzat la francesa pràcticament de manera exclusiva com a resposta a 1.e4.
Tot i que s'ha dedicat professionalment als escacs, i que ha estat sens dubte el millor jugador de la història de la RDA, també va exercir com a comptable.